# جيمس هورغان
جيمس هورغان (بالإنجليزية: James Horgan)‏ هو مؤرخ أمريكي، ولد في 14 يوليو 1940، وتوفي في 3 مايو 1997.